# 궤변
궤변(詭辯, 그리스어: σοφιστική, 영어: sophism)은 주로 설득을 목적으로 하고, 명제를 증명할 때 실제로는 잘못된 논리 전개를 이용하는 추론이다.

## 개요
일상적으로 사용되는 '궤변'은 잘못된 논리 전개를 고의로 이용하고, 발언자에게 형편 좋게 도출된 결론, 및 그 논리의 과정을 가리킨다. 발언자의 '속이는 의지'가 있어야만 '궤변'이며, 반드시 의도적으로는 아니게 이끌리는 '오류'와 구별된다.
영어의 sophism은 좀 더 의미가 넓고, 형식논리학의 잘못이나 (오해도 포함한) 논리적 비약도 포함된다. 부정적인 뉘앙스인 것은 '궤변'과 같아도 발언자의 불성실함은 정의에 관계 없다.
궤변에는 논리 전개가 분명하게 잘못하고 있는 경우도 있으면 일견 올바른 것처럼 보이는 경우도 있다. 그리고 논리 전개가 올바른 것처럼 보이는 경우, 논리적으로는 위반하고 있어 잘못된 결론에서도 설득력이 늘어나 버린다. 협동 관계나 사회적 합의에서는 논리적 추론의 정합성보다 말하는 사람이 대상으로 하는 청자나 대중에게의 언설상의 설득 (설명)력이 자주 효과적이며, 이 때문에 설득이나 교섭, 선전이나 마인드 컨트롤의 테크닉으로도 이용된다.

## 역사
'궤변'의 개념이 언제쯤 탄생했는지는 명백하지 않지만, 그것이 비약적으로 발전한 것은 고대 그리스 시대이다. 이 시대는 언변에 뛰어난 철학자들을 대부분 배출해, '궤변가'라고도 칭해지는 '소피스트'의 존재를 낳았다.
피타고라스는 4와 10이라는 숫자에 신비성을 느끼고 있어 제자의 혼자에게, 양손의 손가락을, 1개, 2개, 3개, 4개로 회수마다 1개씩 많이 굽히게 해, 마지막에 4개 굽혔더니 10개 모든 손가락이 구부러지면 '네가 4라고 생각한 것은 실은 10이었다'라고 말했다는 에피소드가 있다. 이것은 전형적인 궤변으로 여겨진다.
그리스, 로마 시대에는, 위정자, 입후보자가 높은 지위에 오르기 위해서, 인심을 얻는 연설을 할 필요가 있었다. 그러기 위해서는 정당한 변론방법보다, 궤변, 강변, 쟁론이 유용했었기 때문에, 소피스트가 대두하게 됐다.
중국의 제자백가 시대에는 혜시나 공손룡이 궤변에 근거한 논진을 쳤다.

## 궤변과 역설
궤변과 닮은 것으로 역설이 있다. 역설은 궤변에 비해, 보다 정확하고 엄밀한 추론을 진행시키는 것에 특징이 있다. 역설의 예로서는 제논의 역설과 같이 논리 전개가 올바른 것처럼 보이고 결론이 잘못된 것이나, 쌍둥이 역설이나 생일 문제와 같이 결론이 잘못된 것처럼 보이지만 올바른 것, 거짓말쟁이의 역설과 같이 모순에 관련한 것 등이 있다.

## 궤변과 논리학
공손룡은 중국의 춘추전국시대에 나타난 사상가인 제자백가 가운데, 명가로 불린다. 제논이나 프로타고라스는 기원전 400년 이전 그리스의 아테네 등에서 활약해, 소피스트로 불렸다. 철학의 분류로는 명가나 소피스트 등을 포함해 궤변 학파라고 부르는 일이 있다. 고대 중국의 궤변은 학문적인 발전에 연결되지 않았지만, 소피스트의 궤변방법은 후세의 논리학의 발전으로 연결되어 갔다.

## '궤변'이라는 말
'사기' '5종세가'로 '법률호미, 궤변지시테이테인에 안르'라는 용례가 있어, '사기색은'은 궤변의 어의에 대해 '궤광의 변'(멍 벗김, 속이는 말)라고 주를 달고 있다.
또 궤변의 예로서 고대 중국의 사상가 공손룡에 의한 '백마는 말에 비않다'가 있다. 공손룡의 논법을 이하에 나타낸다 (자세한 것은 공손룡을 참조). 이것은 논점의 바꿔치기, 연속성의 허위와 잘못된 2분법을 포함하고 있다.
'백마'라는 개념은 '흰색'이라는 색에 대한 개념과 '말'이라는 형태에 대한 개념이 합쳐진 것이기 때문에, 이미 순수한 형태의 개념인 '말'과 다르다. 따라서 백마는 말이 아니다.
이런 종류의 궤변은 단지 언설상의 놀이로서 경시되는 일이 있지만, 법 (문자)에 따르는 사회규범을 중시하는 사회에서는 중요하다. 예를 들면 '국민은 납세의 의무를 진다'의 경우, 국민의 정의가 애매하면 법의 합의나 실효력은 극단적으로 저해된다. 공손룡의 논법의 예를 들면, 말 한 마리에 세를 부과하는 경우, 백마는 말은 아니라는 논증에서 말의 정의가 애매하면, 그 논증은 유효할 가능성이 있다. 노예나 소작, 미성년이나 여성이 '인원수'가 아니라면 인두세가 미치는 범위는 극단적으로 제한될지도 모른다.

## 참고 문헌
- 오노다 히로카즈 (2004). 《정론인데 설득력이 없는 사람 무체크체에서도 반드시 논의에 이기는 사람 - 정정당당의 궤변방법》. 일본 실업 출판사. ISBN 9784534038128.
- 노자키 아키라홍 (1976). 《궤변 논리학》. 중공신서. 중앙공론 신사. ISBN 9784121004482.
- 미우라 토시히코 (2004). 《논리학을 알 수 있는 사전》. 일본 실업 출판사. ISBN 9784534037107.

## 문헌 정보
- 코자이 히데노부 (2009). 《논리병을 고친다! - 처방전으로서의 궤변》. 치기미 신서. 지쿠마 서점. ISBN 9784480065162.
- 십야장 (2013년 1월 8일). “착오론: 논리적/과학적으로 올바른 추론/판단을 방해하는 것” (PDF). TuZino Taqumi. 2013년 4월 30일에 확인함.

## 같이 보기
- 수사법
- 수사학
- 논의학
- 허
- 강변
- 역설
- 망상
- 악마의 증명
- 논리학
- 날조
- 토론
- 정보 조작
- 오류